# Romániai magyar néprajzi irodalom
A leíró etnográfiát és értelmező etnológiát egyaránt jelentő néprajz a hagyományos népi életmód és műveltség jelenben megragadható jelenségeinek leírása, szerepük megállapítása, az egyneműek összehasonlítása, a különneműek közti összefüggések feltárása, kialakulásuk és helyi változataik, végső soron az egyetemes népi kultúra mibenlétének meghatározása.

## A néprajzi irodalom kezdetei Erdélyben
A népköltészet, a népművészet, népzene és néptánc tanulmányozását végző folklór a néprajznak mindinkább önállósuló ága, a néprajz szűkebb értelemben vett tárgya a különféle népi foglalkozások, életszükségletek (lakás, táplálkozás, öltözet, gyógyítás) és életszabályok (évszakok, életkorok, a közösségi élet szokásai, hitvilág) s az ezekkel kapcsolatos tárgyi és szellemi világ.
Kós Károly a népművészetet – a magyar néprajztudományban napjainkig uralkodó szemlélethez híven – tágan értelmezi: ide tartozik az ő értelmezésében a termeléssel és életszükségletekkel, a társadalmi és szellemi élettel kapcsolatos népi eszközkészlet is, amely gondos kivitelezése révén, alkalmazásának, helyének tulajdoníthatóan esztétikai értékkel is rendelkezik. E koncepcióban a néprajzi irodalom tudományos értékelésének ki kell terjednie a népi művészeti értékű alkotások előállításának, alkalmazásának, értelmének kérdéseire, ami szükségessé teszi a népi anyagi, társadalmi és szellemi kultúra egészére irányuló kitekintést. Az 1980-ig végzett népművészet-vizsgálatok fő irányultságait statisztikailag jellemezve: általános vonatkozások: 25%; népi művesség, feldolgozás: 21%; termékek: 28%; tárgyegyüttesek: 9%; díszítőmotívum-gyűjtemények: 5,1%; funkcionális vizsgálat: 6,3%; vegyes tartalmú közlemények: 5%.
Az erdélyi magyarságra vonatkozólag középkori krónikák még alig és a 17-18. századi emlékírások, köztük Apor Péteré is csupán gyér néprajzi utalásokat tartalmaznak, a reformkori hon- és népismertető útleírások, cikkek azonban már a néprajz gazdag adattárai. E műfaj csúcspontja s egyben a tudatos néprajzi kutatás kezdete Orbán Balázs hatkötetes műve, A Székelyföld leírása (1868-1873), amelyet Kozma Ferenc és Huszka József székely népművészeti kutatása (1880-1890) követ. A szakszerű néprajzi kutatás megindulása a kolozsvári Herrmann Antal tevékenységéhez köthető. Mint a kolozsvári egyetem magántanára, ő volt az első Magyarországon, aki néprajzi előadásokat hirdetett az egyetemen. Emellett az új tudománynak az 1902-ben megnyílt Erdélyi Táj- és Néprajzi Múzeummal, valamint az Erdély Népei c. folyóirattal (1898-1903) nyilvános fórumot teremtett, egyetemi tanárként (1898-1918) pedig szakképzett kutatógárdát nevelt. Előadásait olyan későbbi hírneves kutatók hallgatták, mint Györffy István, Viski Károly, Szendrey Zsigmond, Solymossy Sándor. A kolozsvári és a még 1879-ben alapított sepsiszentgyörgyi Székely Nemzeti Múzeum gyűjteményein alapulnak ebben az időben Malonyai Dezsőnek a kalotaszegi és a székely népművészetet bemutató kötetei (1907, 1909).

## A két világháború közt
Az első világháború után a magyar egyetemi oktatás Kolozsváron megszűnik s ezzel együtt a magyar néprajzkutatás is saját formális intézmények nélkül marad, hacsak nem tekintjük a különböző tudományos és közművelődési egyesületekhez – Erdélyi Múzeum-Egyesület, Erdélyi Kárpát-egyesület – vagy más helyi közösségi szervezetekhez, iskolákhoz tartozó múzeumokat, ill. muzeális gyűjteményeket. A hivatásos kutatás jóformán az Erdélyi Nemzeti Múzeum történeti és néprajzi tárainak őre, Roska Márton, valamint a Táj- és Néprajzi Múzeum új igazgatója, Orosz Endre ősfoglalkozás-gyűjtéseire és gyűjteményi ismertetéseire korlátozódott.
A korai gyűjteményekbe elsősorban a népi kézművesség termékei és kiemelten az esztétikus alkotások kerültek be, s így érthető, hogy a népi kultúra egészének feltárására irányuló rendszeres kutatómunkát megelőzték a népművészettel kapcsolatos vizsgálatok. A Székely Nemzeti Múzeum fennállásának 50 éves jubileumára kiadott reprezentatív Évkönyv néprajzi tanulmányai kivétel nélkül népművészeti témájúak (szerzők: Kós Károly, Haáz Rezső, Balogh Ernő, Viski Károly, Roediger Lajos, Huszka József).
A népművészetet, felfedezése pillanatától, a nemzeti művészet bázisául szolgáló ihletforrásnak tekintették, ez az indíték teljesedett ki az 1930-as évek székelyföldi népművészeti mozgalmaiban. Csíki és udvarhelyi tanárok, így Vámszer Géza, Domokos Pál Péter és Haáz Rezső népművészeti tárgyak felkutatásával, reprodukálásával és használatba vonásával remélték az elmélyülő gazdasági-társadalmi-etnikai-morális válságot orvosolni, a székelység veszélybe kerülő etnikai és vallási identitását megerősíteni; a háziipartól várták a székelység megingó gazdasági helyzetének kiegyensúlyozását, s meg voltak győződve arról, hogy az esztétikus formák alkalmas mintául szolgálnak egy össznemzeti tárgyi reprezentációs kultúra kialakításához. Az egész Székelyföldre kiterjedő mozgalmuk tömegalapját a történeti egyházak szervezeti keretei biztosították. A helyi adatgyűjtéseket részben az Erdély, részben a székelyudvarhelyi Székelység c. lapok, valamint elszórva az Erdélyi Múzeum és a Hitel c. folyóirat s a magyarországi szakfolyóiratok közölték. Az eredmény, éppen az elképzelés részleges korszerűtlensége miatt csak részleges volt, mégis hozzájárult az etnikai öntudat ápolásához, valamint egyes háziipari tevékenységek, főleg a szövés, hímzés és viselet felújításához, a népművészet tárgykörébe tartozó jelenségek gyűjtéséhez, leírásához (például Haáz Rezső Egy székely falu öltözete c. tanulmánya a Székely Nemzeti Múzeum 1929-ben kiadott Emlékkönyvében), kiállításához, megőrzéséhez. Az 1930-as évek végétől több néprajzi értékű közlésre került sor főleg nyelvészek, így Csűry Bálint (Néprajzi jegyzetek a moldvai magyarokról. Erdélyi Múzeum, 1930. 155-176), Szabó T. Attila (Levéltári adatok népi faépítészetünk történetéhez. ETF 1939/107), Nagy Jenő tollából.

## A második világháború idején
1940-1944 között Észak-Erdélyben a háborús körülmények ellenére a néprajzi életben pezsgés volt tapasztalható. Az anyaország szakemberekkel és pénzzel segítette a működő múzeumok tevékenységét. A Kolozsváron újból megnyílt magyar egyetemen beindult a néprajzi szakképzés, így lehetőségek nyíltak a néprajzi kutatás és közlés számára (1940-1941 között Viski Károly, utána ideiglenesen K. Kovács László, 1943-tól pedig Gunda Béla ad elő néprajzot). Az egyetemi néprajzoktatás több szakembert adott a kutatásnak, ők a néprajzi tanszék és az Erdélyi Múzeum kiadványaiban közölték tanulmányaikat.
A néprajzkutatás tematikája kiszélesült, de természetesen továbbra is helyet kapott benne a népművészeti kutatás is. Ebben az időszakban szerveztek helyszíni gyűjtést Csíkménaságon (eredményei csak az utóbbi 10 évben láttak nyomdafestéket: Ujváriné Kerékgyártó Adrienne: Csíkmenaság népművészete. Néprajzi Múzeum. Budapest, 1999. Series Historica Ethnographiae 10; Palotay Gertrúd: Árva Bethlen Kata fonalas munkái. Kolozsvár, 1940. ETF 117; Régi erdélyi hímzésminta rajzok. uo. 1941. 131. Ugyanő Szabó T. Attilával jelentet meg közös tanulmányokat: Mezőségi magyar hímzések. ETF 1942. 159, Adatok a mezőségi magyar hímzés ismeretéhez. I-II. Erdélyi Múzeum 389-406, 516-529; uo. 1943. 78-91, 428-449).

## 1944-1989 közt
Újabb változásokat hozott az 1945 utáni korszak. Az újonnan létrehozott Bolyai Tudományegyetemen folyó néprajzi oktatást az 1948-as tanügyi reform megszüntette, bár a néprajz még ott szerepelt a történelemkar, a népköltészet pedig a bölcsészkar tantárgyai között (előadói: Kós Károly és Nagy Jenő). 1949-ben bekövetkezett a múzeumok államosítása, ami részben pozitívan, részben negatívan érintette őket: kibővült a tájmúzeumok hálózata, magyar szakembereket azonban nem alkalmaztak, így néprajzi gyűjtés és kutatás a Székelyföldön és Kolozsváron kívül másutt alig folyt. Jelentős volt ebben az időszakban a Székelykeresztúron múzeumot alapító-fejlesztő Molnár István tudományos tevékenysége, aki népművészeti írásokat is publikált.
Az Erdélyi Néprajzi Múzeum legkiemelkedőbb személyisége egészen 1978-ig Kós Károly volt. Munkássága kiemelkedik az anyagi kultúrkutatások sorából. Vizsgálatai szinte a teljes tárgyi világra kiterjednek: gazdálkodás, település, építkezés, mesterségek. Jelentősek az árucsere néprajzával, valamint a népviselettel, munkaszervezettel, társadalomszervezettel foglalkozó munkái. Kóst az 1950-es években George Oprescu, a Román Tudományos Akadémia Művészettörténeti Intézetének vezetője bízta meg egy többéves népművészeti kutatóprogram vezetésével. A kutatócsoport tagjai – Kós Károly, Nagy Jenő, Szentimrei Judit és az alkalmi gyűjtőtársak, Vámszer Géza, Jenei-Lám Erzsébet, Starmüller Géza, Kiss Ilona, Csiszér Árpád, továbbá néhány egyetemi hallgató – feldolgozták Kászon, a moldvai csángóság, a Szilágyság és Kis-Küküllő vidékének magyar népművészetét, önkéntes kutatók bevonásával pedig a kalotaszegi népviseletet, Torockó népművészetét és Szék néprajzát. Munkáikból akkor csak részletek jelentek meg a Népművészeti Füzetek sorozatában, majd jelentős kötetek az 1970-es években (Kós-Szentimrei-Nagy: Kászoni székely népművészet 1972; uők: Szilágysági magyar népművészet 1974; uők: Kis-Küküllő vidéki magyar népművészet 1978; uők: Moldvai csángó népművészet 1981. Az egykori kutatások későn publikált eredménye F. Halay Hajnal-Szentimrei Judit Torockói varrottasok c. kötete (Kolozsvár, 1997). Kós Károly e munka során gyűjtötte több tanulmánya anyagát: ezt a Népélet és néphagyomány (1972), valamint a Tájak, falvak, hagyományok (1976) c. köteteiben közölte.
A néprajzi közlés a szakfolyóiratokban is új lendületet kapott az 1950-es évek közepétől. Kós Károly tanulmányainak nagy része román (Studii şi Cercetări de Istoria Artei, Activitatea Muzeelor, Anuarul Muzeului Etnografic al Transilvaniei) és magyar (Korunk, Művelődés) lapok hasábjain jelent meg, ahol Molnár István, Nagy Jenő és Faragó József is publikáltak. Igényes dolgozatokat vett át a budapesti Ethnographia, a Néprajzi Közlemények, a debreceni Műveltség és Nagyvilág. Népszerű formában közölt eredeti kutatási eredményekkel találkozunk az Utunk, a Falvak Népe és a napi sajtó oldalán is (ezekről kitűnő néprajzi, népismereti repertóriumok tanúskodnak).
A Románia 1968-as közigazgatási átszervezését követő időszakban a folklorizmus támogatására fenntartott intézmények is kereteivé váltak a népművészeti kutatásnak: így a művészeti népiskolák, a Népi Alkotások Házai, a népi együttesek, melyeknek a szakirányítói – elsősorban Bandi Dezső, Haáz Sándor, Seres András, Kardalus János, Kósa-Szánthó Vilma – rendszeresebb terepgyűjtéseket végeztek és azokról publikációkban számoltak be. Írásaik részben a megfelelő intézmény önálló kiadványaiban jelentek meg (Seres András: Barcasági csángó leányingek hímzésmintái. Sepsiszentgyörgy, 1972; uő: Barcasági csángó férfiingek, menyecskeingek, öregasszonyingek és díszkendők hímzésmintái. Sepsiszentgyörgy, 1973; Kardalus János: Mobilier pictat. A festett bútor. Csíkszereda, 1982; Kósa-Szánthó Vilma: Székely népviselet. In: Kardalus János szerk. Hargita megyei népviselet. Csíkszereda, 1979. 55-93, 103-149). A kutatások eredményeinek közzétételére állandó fórumot jelentett a Művelődés c. folyóirat, melynek tájékozódását erős néprajzi érdeklődés jellemezte, egészen az 1984-es befagyasztásáig. A sepsiszentgyörgyi múzeum évkönyvében, az Alutában elsősorban a Kovászna megyei kutatók és muzeológusok publikáltak: Gazda Klára, Seres András, Pozsony Ferenc, Kósa-Szánthó Vilma; Haszmann Pál és Haszmann József népművészeti és közművelődési vizsgálataikat tették közzé.
A néprajzi irodalom eredményeinek közkinccsé tételében jelentős szerepet játszott 1970-től a Kriterion Könyvkiadó, amelynek profiljához a népköltészet mellett a néprajz is hozzátartozott. Szakszerkesztői: V. András János, Salamon Anikó, majd Szabó Zsolt úgyszólván tudományos műhellyé változtatták a bukaresti és kolozsvári szerkesztőségeket. A néprajzi gyűjtések, tanulmánykötetek és monográfiák mind rendszeresebb kiadása nagyban hozzájárult számos vidéki értelmiségi gyűjtői kedvének felkeltéséhez és tájékoztatásához is, különösen azután, hogy az így formálódó önkéntes gyűjtők-kutatók hálózata számára 1976-ban beindította a Népismereti Dolgozatok c. kiadványsorozatot, amelynek köteteiben nagyszámú, addig a megjelenésből kizárt szerző is szóhoz juthatott.
Az anyagi kultúrakutatások számottevő eredménye volt Kós Károlynak A vargyasi festett bútor (Kolozsvár, 1972) c. monográfiája. Ide kapcsolódik Banner Zoltán könyve (Csillagfaragók. Népi alkotók, naiv művészek. 1972) és a Népi mesterek (Sepsiszentgyörgy, 1977) is, bár ezek már határterületre esnek, mert azok az alkotók, akiket bemutatnak, már inkább a népi iparművészet képviselői. Péntek János munkája (A kalotaszegi népi hímzés és szókincse. 1979) elsősorban nyelvészeti érdekű, a népnyelvi és a néprajzi kutatások nyelvészeti súlyú megvalósításának példája, de bőven van néprajzi vonatkozása is. Számos mintakönyv és album is jelenik meg ezekben az években, melyek elsősorban közművelődési célúak, de érdemük, hogy ismertetik a motívumkincset, bemutatják a technikákat, a rövid bevezetők pedig a gyűjtés történetét tartalmazzák. Ilyenek a Sóvidéki keresztszemesek (Csíkszereda 1971); Cs. Gergely Gizella – Haáz Sándor: Udvarhelyszéki varrottasok (1976); Sinkó Kalló Katalin: Kalotaszegi nagyírásos (1980). A romániai magyar néprajz egyik legteljesebb szemléjét képviseli a Korunk 1979-es évkönyve, melynek tematikailag is igen széles a spektruma. A fényképészek igényes tárgyfotókat készítettek a néprajzi kiadványokhoz, köztük Szabó Tamás fényképész.
Az 1980-as években az erdélyi magyar néprajzkutatók előtt a publikálás lehetőségei egyre jobban beszűkültek. A kutatások egyre inkább támogatók nélkül folytak, de a viseletkutatás, a népművészeti és motívumkutatások így is folyamatosak voltak. Kardalus János a falusi ház berendezésének változását követi nyomon a festett bútorok típusain, az alkalmazott festékfajtákon keresztül (A festett bútor. Csíkszereda. 1982), Szentimrei Judit egy jellegzetes erdélyi település szabad kézzel rajzolt hímzéseit ismerteti (Széki iratosok. 1982), s részletesen elemzi a varrottasok szerepét az egyén és a közösség életében. Seres András Háromszék hét ún. naiv fafaragóját és munkásságukat mutatja be (A naiv művészet mesterei. Sepsiszentgyörgy, 1982). Bakó László és Terézia gyergyókilyénfalvi gyűjtésüket teszik közzé (Keresztszemesek. 1983), míg Felső-Maros-vidéki varrottasok (1985) címmel 280 hímzésmintát tartalmazó albumot adnak ki, melynek bevezetőjében Palkó Attila, Portik Irén és Zsigmond József a hímzések történetével is foglalkoznak. Részben gyakorlati célt is követ Gazdáné Olosz Ella: Kézimunkázók könyve (1987), amely nemcsak egy-egy tájegység népi hímzéseinek mai alkalmazási lehetőségeit mutatja be, hanem egyéb, házilag kivitelezhető textília készítését, felhasználását is.
A lakáskultúra, a népművészet kutatói számára fontos a Benkő Elek-Ughy István: Székelykeresztúri kályhacsempék (1984) c. könyve, amelyben a régészkutató bemutatja a térség korabeli fazekasságát, lakáskultúrájának és tüzelőberendezésének jellemzőit, részletezve a kályhacsempék díszítményeit, díszítőstílusának és módjának jellegzetességeit.
Kósa László-Nagy Ilona: Magyar néprajzi kutatások Romániában. Népi Kultúra-Népi Társadalom V-VI. 45-69. Bp. 1971. – Csorba Csaba: Dr. (ifj.) Kós Károly tudományos munkássága. Ethnographia, 1974. 200-204. – Bakó László: Népművészeti bibliográfia (Hargita megye cikkbibliográfiája). Csíkszereda 1975. – Szabó Ilona: A Korunk népismereti könyvészete (1926-1977). Korunk Évkönyv, 1979. Kolozsvár, 1978. – Kós Károly: Eredmények és feladatok a romániai magyar néprajzkutatásban. Népismereti Dolgozatok, 1980. 7-13. – Zágoni Jenő: A sepsiszentgyörgyi Megyei Tükör bibliográfiája. 1968-1976. uo. 240-265. – Cseke Péter: A Falvak Népe-Falvak Dolgozó Népe néprajzi bibliográfiája. 1945-1980. Népismereti Dolgozatok 1981. 219-264. – Faragó József: Adatok a magyar-román néprajzi bibliográfiához 1946- 1982. Népismereti Dolgozatok 1983. 188-225. – Kósa László: A romániai magyar néprajzkutatás könyvcímekben (1970-1982). In: Máténé Szabó Mária szerk.: A határainkon kívüli magyar néprajzi kutatások. I. Bp. 1984. 113-130. – S. Lackovics Emőke: A néprajzi kutatómunka tíz éve Kovászna megyében. In: M. Szabó Mária szerk. A határainkon kívüli magyar néprajzi kutatások. Budapest, 1984. 131-141; uő: A romániai magyar néprajzi kutatások (1982-1988). In: Petercsák Tivadar szerk. A határainkon kívüli magyar néprajzi kutatások. Bp. 1989. 79-112. – Váczy Leona: Romániai magyar néprajzi könyvészet 1919-1944. A KJNT Értesítője 1-2. Kolozsvár, 1998. – Gazda Klára: A romániai magyar népművészet-kutatásról. In: Keszeg Vilmos szerk. KJNT Évkönyve 9. Kolozsvár, 2001. 83-120.

## 1989 után
1989 után a néprajzi irodalom megjelentetését akadályozó politikai és szűkös kiadói viszonyok megváltoztak. A bukaresti Kriterion és Ion Creangă, a kolozsvári Dacia Könyvkiadó mellett frissen létrejött kiadók (a székelyudvarhelyi Erdélyi Gondolat, a csíkszeredai Pallas-Akadémia Könyvkiadó, Pro-Print, a sepsiszentgyörgyi Bon Ami, a nagyváradi Literátor, a korondi Firtos Művelődési Egylet) jelentettek meg néprajzi kéziratokat, változó szakmai és technikai igényességgel. Több szerző munkája magyarországi kiadó gondozásában látott napvilágot. Az 1990-1995 közötti könyvtermés e körülményeknek tulajdoníthatóan tehát gazdagnak tekinthető.
A kiadványok nagy része regionális kutatások formájában szolgáltat adalékot a népi kultúra panorámájához. Ilyen kontextusban említhető Bíró Gábor Sóvidék népi építészete (Szentendre, 1992), Haáz Ferenc Rezső – Haáz Sándor Erdélyi viseletek (Budapest, é.n.), Kardalus János Székely festett bútorok (Budapest, 1995), István Lajos Korondi gyermekhangszerek (Kecskemét, 1996) című munkája. Gub Jenő etnobotanikai kutatásainak eredményét tette közzé Erdő-mező növényei a Sóvidéken (Fűben-fában orvosság) című kötetében.
Folytatódott a hagyományos szövegfolklór feltárása és közzététele. Duka János Elsüllyedt kincs címmel (1993) csíki, marosmenti és érmelléki meséket tett közzé, Üti Páké Narátost. Csúfolódó székely népköltészet címmel (Csíkszereda, 1994) pedig székely rátótiádákat. További kiadványok: Albert Ernő: Boszorkányos dógok. Gyimesi csángó hiedelemmondák, hiedelmek (Sepsiszentgyörgy, 1995); Fábián Imre: A házasulandó fiú. Tréfás és erotikus népmesék (Nagyvárad, 1992); Bihari találós mesék, találós kérdések, mesetalányok (Nagyvárad, 1994); Nagy Olga: Cifra János meséi. Új Magyar Népköltési Gyűjtemény (UMNGY) XXV. (Budapest, 1991); Ráduly János: Hold elejti, Nap felkapja. Kibédi találós kérdések (1990); Táltos Marika (Korond 1993); Szép Magdolna (Kolozsvár, 1994); A király táncos lovai (Sepsiszentgyörgy, 1995); Seres András: Kicsi Péter, Nagy Péter. Tréfás mesék, adomák és anekdoták (Kolozsvár, 1992); Zsók Béla: Az egyszeri ember. Hunyad vármegyébe telepedett bukovinai székelyek körében gyűjtött tréfás mesék (1993); Elment a madárka. Bukovinai székely népdalok (1995).
A szövegfeltáró kiadványok mellett figyelmet érdemel néhány elméleti és módszertani igényességgel készült munka. Demény István Pál a történeti-összehasonlító módszer alkalmazását folytatva ezúttal Szent László legendájának és Molnár Anna balladájának hősepikai elemeit mutatta ki (A Szent László-legenda és Molnár Anna balladája. Kolozsvár, 1992), Tánczos Vilmos az 1970-es években felfedezett archaikus apokrif imák műfajának kutatásához szolgáltat adalékokat. A Moldvában és Gyimesben gyűjtött gazdag szövegkorpusz tipologizálása és filológiai apparátusa révén szakszerű mércét követ és állít. A szerzőnek figyelemre méltóak azok a további közleményei is, amelyek a csángók vallásos életét elemzik. Balázs Lajos Van Gennep francia folklórkutató rítuselméletét alkalmazva készítette el a csíkszentdomokosi lakodalom és temetés szokásmodelljét (Az én első tisztességes napom. Párválasztás és lakodalom Csíkszentdomokoson. 1994; Menj ki, én lelkem, a testből. Elmúlás és temetkezés Csíkszentdomokoson. Csíkszereda, 1995). Virág Magdolna kiérlelt szerkezetű tanulmányban közli három tövisháti falu temetkezési szokásait (Temetés a Tövisháton. Haldoklóhoz, halotthoz és temetőhöz kapcsolódó szokások és hiedelmek három szilágysági faluban. Debrecen, 1994). Pozsony Ferenc az egyéniségkutatás hagyományait folytatva állította össze egy klézsei csángó asszony folklórrepertoárját. Munkája (Szeret vize martján. Moldvai csángómagyar népköltészet. Kolozsvár, 1994) jelentős hozzájárulás a világkép, a világról szerzett tudás műfaji szerveződésének vizsgálatához. A folklórszemlélet előmozdítására vállalkozott Nagy Olga Táltos és Pegazus (Budapest, 1993) című esszéje, amely folklór és irodalom párhuzamos fejlődését, állandó egymásra hatását elemzi.
Újabb kiadásban jelent meg Makkai Endre-Nagy Ödön 1939-ben közzétett Adatok téli néphagyományaink ismeretéhez című adatfeltáró gyűjteménye (Budapest, 1993).
Intézmény- és tudománytörténeti adatokat tartalmaz Nagy Olga Pályakép fénnyel és árnyékkal. Egy néprajzos emlékei. (Székelyudvarhely, 1995) című memoárja.
A népi önéletírás műfaját képviseli Zsigmond Erzsébet Sirató. Életem panaszos könyve (Kolozsvár, 1995) című munkája.
Keszeg Vilmos két tanulmánykötete a sokáig figyelmen kívül hagyott népi írásbeliség megközelítésére tett kísérletet (A folklór határán. A népi írásbeliség verses műfajai Aranyosszéken. 1991; Kelt levelem... Egy mezőségi parasztasszony levelezése. Debrecen, 1996).
Vasas Samu szemiotikai megközelítésében mutatja be egy tájegység népi kultúráját (Népi jelvilág Kalotaszegen. Budapest, 1994).
Ezekben az években jelentősen megnőtt az érdeklődés a társadalomnéprajz iránt. Nagy Olga Világgá futó szavak. Havadi beszélgetések (Budapest, 1990) című munkája egy falu változó értékrendjét, mentalitását tárja fel interjúk formájában. A Barangolásaim varázslatos tájban. Cigány barátaim között (Székelyudvarhely, 1994) a cigány életformát, mentalitást és kultúrát, a Népi változatok szerelemre és házasságra (Székelyudvarhely, 1994) pedig a néprajzi irodalomban sokáig tabunak számító témával kapcsolatos népi mentalitást elemzi. Vasas Samu A kalotaszegi gyermek. A személyiségfejlődés néphagyományai Kalotaszegen (h. n. 1993) című munkája a kultúrába, a közösségi értékrendszerbe való belenevelődés hagyományait vizsgálja. Hajdú Farkas-Zoltán a csíki társasmunkákról (Csíki kaláka. Csíkszereda 1993), Balázsi Dénes pedig a szövetkezeti gazdálkodásról (Ne nézze senki csak a maga hasznát. Székelyudvarhely 1995) készített monográfiát.
A néprajzi irodalom mennyiségi gazdagsága a néprajzkutatást is szervező intézményrendszer kiépülésének tulajdonítható. 1990-ben a Babeș–Bolyai Tudományegyetemen újraindult a néprajzoktatás (néprajzoktatás az egyetemen). A néprajz szakos diákok Változás diákszemmel (szerk. Lukács János. Kolozsvár, 1994) címmel jelentették meg egy konferencia előadásanyagát. Szintén 1990-ben szerveződött a több mint 100 taggal működő, kolozsvári székhelyű Kriza János Néprajzi Társaság, amely vándorüléseivel, évente kiírt pályázataival és önálló könyvsorozat kiadásával a hivatásos kutatók és az amatőr gyűjtők munkája számára biztosít keretet. Rendszeresen megjelenő kiadványai a KJNT Értesítője és a KJNT Évkönyve. Az értesítő módszertani jellegű írásokat (recenzió, kérdőív), az Évkönyv pedig adatfeltáró és elméleti írásokat közöl. Az évkönyv első három számának (1992, 1994, 1995) szerzői Albert Ernő, Balázs Lajos, Barabás László, Csergő Bálint, Faragó József, Gun Jenő, István Lajos, Keszeg Vilmos, Kisgyörgy Mihály, Kós Károly, Könczei Csilla, Lőrinczi Etelka, Major Miklós, Márton Béla, Nagy Jenő, Nagy Olga, Nagy Ödön, Olosz Katalin, Péntek János, Pozsony Ferenc, Ráduly János, Szalay Zoltán, Székely Ferenc, Szenik Ilona, Tánczos Vilmos, Tankó Gyula, Zakariás Erzsébet, Zsigmond József, Zsigmond Győző, Virág Magdolna. A Kriza János Néprajzi Társaság Könyvtára sorozat kiadványa Zsigmond Erzsébet (1995) és Pozsony Ferenc (1994) kötete.
1994-ben a Népismereti Dolgozatok újabb, hatodik kötete jelent meg Faragó József és Kós Károly szerkesztésében.
1992-től jelenik meg Miskolcon a Györffy István Néprajzi Egyesület Folyóirata, a Néprajzi Látóhatár (szerkesztő Viga Gyula, a szerkesztőbizottság elnökei Balassa Iván és Ujvári Zoltán), amely nagyszámú erdélyi szerző tanulmányát közölte (Balázs Lajos, Barabás László, Binder Pál, Borbély Gábor, Bura László, Dánielisz Endre, Demény István Pál, Egyed Ákos, Faragó József, Farkas Irén, Garda Dezső, Gazda Enikő, Gazda József, Gub Ernő, Imreh István, István Lajos, Kardalus János, Keszeg Vilmos, Komáromi Tünde, Kovách Géza, Major Miklós, Nagy Jenő, Nagy Olga, Magyari Etelka, Márton Béla, Murádin László, Palkó Attila, Pávai István, Pozsony Ferenc, Ráduly János, Seres András, Suba László, Székely Ferenc, Tánczos Vilmos, Tankó Gyula, Tófalvi Zoltán, Zsigmond Győző). A Néprajzi Látóhatár Kiskönyvtára sorozatban két romániai szerző (Virág Erzsébet, Keszeg Vilmos) munkája jelent meg.
Az újraindított Erdélyi Tudományos Füzetek 212. köteteként látott napvilágot Demény István Pál említett tanulmánya.
Néprajzi tárgyú kéziratokat közöl a Művelődés, a Korunk, a Helikon, a NyIrK. A Korunk Néprajzszemléletünk az ezredvégen címmel tematikus számot jelentetett meg (1993/8).
A néprajzoktatás újraindítását a kolozsvári egyetemen az 1989. decemberi romániai változás tette lehetővé. Péntek János, a Babeș–Bolyai Tudományegyetem Magyar Filológiai Tanszékének vezetője magyar nyelv és irodalom főszakkal társítható néprajz szakot hirdetett meg. Az egységes tanszék szétválása óta (1994) a szak gazdája a Magyar Nyelv és Kultúra tanszék. Az oktatást Péntek János professzor, Pozsony Ferenc és Keszeg Vilmos adjunktusok (1990-től), Gazda Klára adjunktus (1991-től), Tánczos Vilmos (1992-től) és Könczei Csilla (1994-től) tanársegédek végzik. Mellettük óraadók (Demény István Pál, Almási István) és vendégtanárok járultak hozzá a szakképzéshez.
A szak évente indul, legkevesebb 7 jelentkezővel. Az oktatás időtartama kezdetben öt év volt, 1996 óta négy évre csökkent. A tanterv tartalma: folklór, etnográfia, művelődéstörténet, társadalomnéprajz, muzeológia, Erdély népeinek néprajza, finnugor népek néprajza és antropológia, terepmunka és múzeumi gyakorlat.
A tanszék keretében 1995-től magiszteri program indult, ami az etnolingvisztikában való szakosodást teszi lehetővé.